# Viscose
Viscose is een stroperige organische vloeistof die wordt gebruikt bij de productie van rayongarens en cellofaan. De naam viscose wordt wel als synoniem gebruikt voor rayon/rayonne, terwijl in België ook de term fibraan gehanteerd wordt.
Het productieproces gaat als volgt: cellulose uit hout of katoen wordt behandeld met natriumhydroxide, en dan vermengd met koolstofdisulfide. Hierbij wordt cellulosexanthaat gevormd dat wordt opgelost in meer natriumhydroxide. Dit vormt de viscose-oplossing.
Deze oplossing kan met behulp van een extruder heet door een smalle spleet worden geperst om cellofaan te maken, of door een spindop (spinneret) om rayongaren te spinnen. Hierbij wordt door middel van een zuur de cellulosestructuur weer hersteld.
Het productieproces voor het maken van viscose is al in 1891 ontdekt door drie Britse chemici: Charles Cross, Edward Bevan en Clayton Beadle. De octrooien op dit proces zijn gekocht door Courtaulds. Het proces wordt nu in Europa minder gebruikt dan in het verleden, omdat koolstofdisulfide en bijproducten van het proces milieuvervuilend zijn.